# As Quatro Bruxas
Die Vier Hexen, ou em português, As Quatro Bruxas, ou as As Quatro Mulheres Nuas, ou As Quatro Feiticeiras, ou Cena em um Bordel são títulos dados para a gravura de 1497 do pintor alemão renascentista Albrecht Dürer. Uma das gravuras mais antigas assinadas pelo pintor, retrata um círculo de quatros  mulheres nuas e voluptuosas num interior fechado, aparentemente pertencente à uma casa de banho, que aparenta ter entradas em ambos os lados. Ainda que seja claramente erótica, um pequeno demônio de chifres possivelmente representando a tentação, está posicionado no portal ao lado esquerdo, one segura um possível objeto ominoso, e está coberto de chamas.
Apesar da gravura ter se tornado objeto de estudo de análises acadêmicas prolongadas e significantes, ela ainda permanece enigmática, e não há nenhum vestígio de escritos antigos que indiquem a verdadeira intenção da obra. Não há nenhum consenso sobre o sentido da obra e seu tema, tendo historiadores da arte associando-a com a caça às bruxas ou figuras da mitologia clássica. As mulheres estão de pé, debaixo de um globo ou esfera suspensa e perto de uma janela de pedra aberta, com uma caveira e um osso da coxa (talvez fêmur ou tíbia) à sua frente, talvez sendo uma forma de representar a morte, no mesmo tempo em que aparentam estar em uma espécie de um esquema nefário, talvez ligado ao tratado da inquisição, Malleus Maleficarum. A visão alternativa é a de que as mulheres representam alguma deusa grega ou romana, talvez Hécate, deusa atribuída à magia negra, plantas venenosas e fantasmas, ou a sua equivalente, Diana.
O monograma de Dürer "AD" aparece no centro do chão. Há mais de uma impressão original desta obra existente, estando a maioria delas nos principais museus.

## Descrição
As mulheres estão posicionadas em um pequeno interior que contém uma janela que pode ser entrada ou saída. O pequeno demônio entendido como uma representação do mal no acesso à esquerda, tem uma anatomia mamífera que incluí patas escondidas e segura um objeto quase irreconhecível entre suas garras, que consiste em ser dois gravetos e um pedaço de corda, possivelmente sendo algum instrumento de caça de pássaros e aves. A forma e os gestos do demônio lembram os de um pequeno monstro similar a um morcego presente na obra The Dream of The Doctor feita entre os anos de 1498-99, onde a forma como foi feita é quase idêntica à As Quatro Bruxas.
Os diferentes acessórios e cortes de cabelo sugerem que as mulheres não são das mesmas classes sociais; durante o Quattrocento, diferentes acessórios na cabeça eram usados para indicar os aspectos morais e sociais nas obras. Isso era feito especialmente em Nuremberga, onde se tornou regra pelo conselho de Nuremberga. As mulheres à esquerda trajam um Haube (um tipo de gorro, em alemão chamado de Festhaube), que era usado geralmente para preservar as mulheres casadas. As mulheres à direita ao centro do olhar espectante, trajam um longo e dobrado véu (Schleier), indicando que elas pertenciam a classe média.
Já na primeira fase de sua vida, Dürer estava tendo que lidar com as duras restrições impostas sobre os nus, desenhos e gravuras. Comparado com seu nu pré-contemporâneo Small Fortune, que mostra um sátiro fêmea cuidando de seu filho, ou The Penance of St John Chrysostom, a obra em questão parece ser mais verossímil aos protótipos renascentistas, embora elas sejam, de acordo com historiador da arte Charles Ilsley Minnot, "maiores, mais resolutas e mais graciosas."

## Interpretação

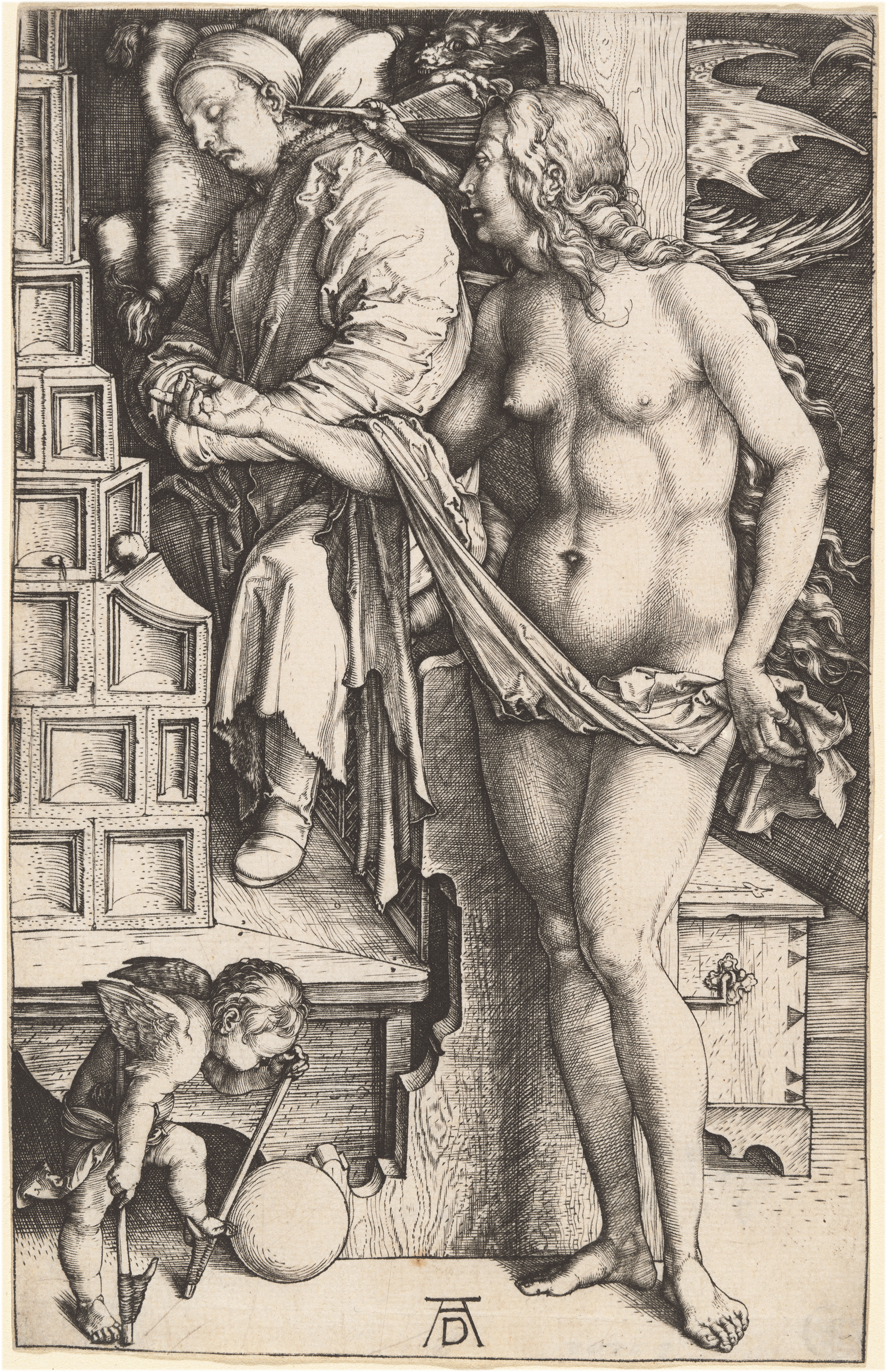
Albrecht Dürer, O Sonho do Doutor, 1498-99 — Esta gravura se associa à uma figura nua com atividade diabólica

Como muitas gravuras de Dürer, a intenção da obra não é clara. Embora ela seja objeto de estudo de diversas análises acadêmicas, nenhum consenso surgiu até então. Algumas interpretações vão das quatro estações e os quatro elementos, até Afrodite (representada pelas mulheres à esquerda com um ramo de murta na cabeça), as Graças, as Moiras ou simplesmente quatro bruxas ou quatro meninas em um bordel. O historiador da arte Marcel Briton sugere que a obra não tem um sentido específico, e é nada mais do que a retratação de quatro nus — "a fantasia de um jovem artista cansado das convencionalidades puritânicas dos cidadãos de bem".
Pelo fato de que Dürer não intitulou a obra, ela tem recebido diversos títulos durante os séculos. Quando a obra foi descrita pela primeira vez por Karel van Mander em 1604, ele escreveu que ela continha "três ou quatro mulheres nuas, similares as três Graças." Títulos como Cena de um Bordel (Scene in a Brothel), Cena de Bruxaria (Scene of Witchcraft), Vênus e as Três Graças (Venus and the Three Graces), As Estações do Ano (The Seasons of the Year), Os Quatro Temperamentos (The Four Temperaments), e A Trívia de Diana e Hécate (Diana and Hecate Trivia).

### Bruxaria
O crânio e o osso à esquerda ao chão são entendidos como representações da morte, ou símbolos mágicos e invocatórios. A interpretação sobre as bruxas talvez sejam misoginamente ligadas ao "Malleus maleficarum" (O Martelo das Feiticeiras) o "mordaz diatribe" escrito em 1487 pelos frades e inquisitores Dominicanos Heinrich Kramer e Jacob Sprenger. O livro destacava a exterminação de bruxas e para justificar tal prática, desenvolveram uma confusa e detalhada teoria teológica.

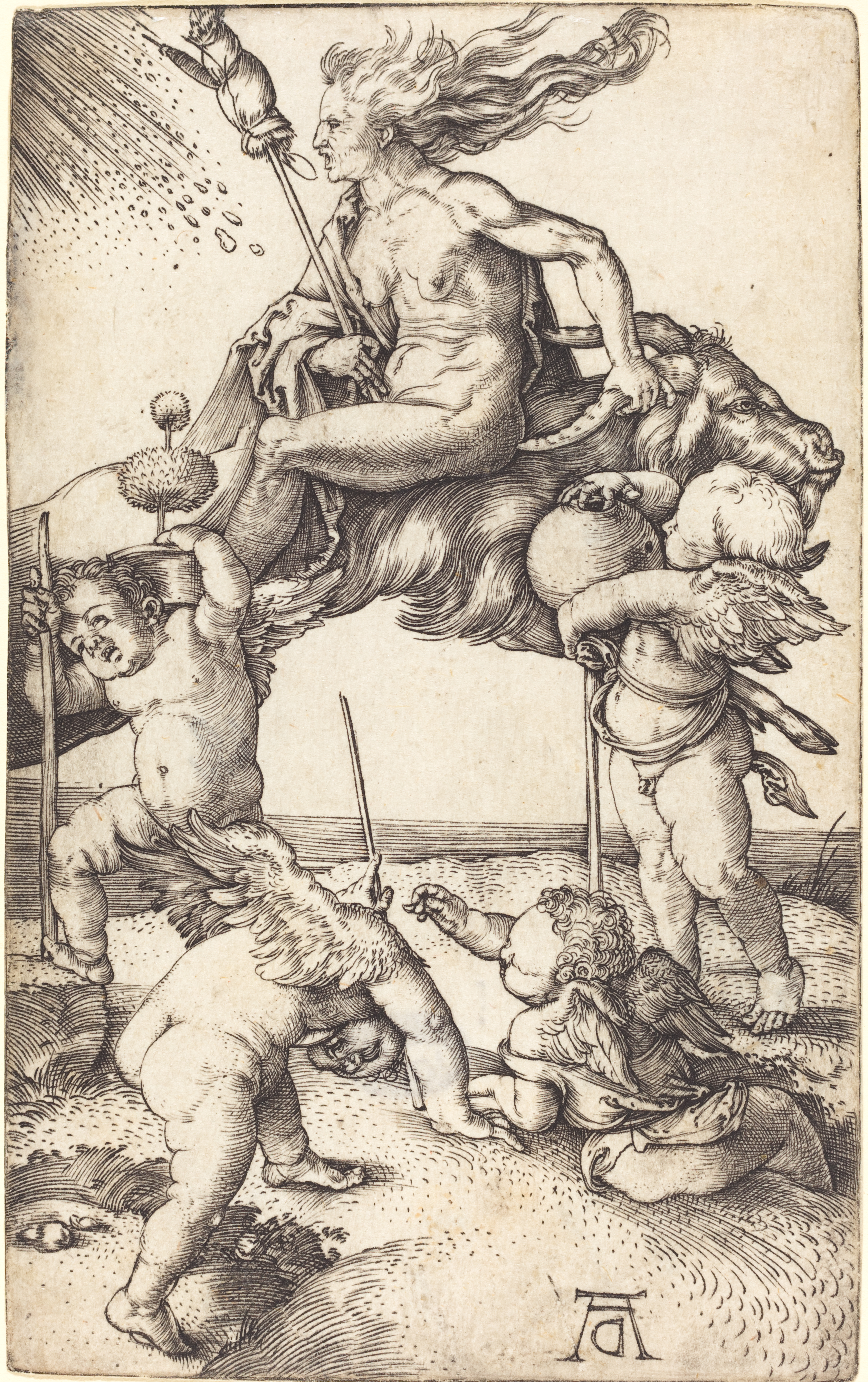
Albert Dürer_{,} Witch Riding Backwards on a Goat (Bruxa Andando de Costas em uma Cabra) c.1500

Pelo fato de que a maior parte das mãos das mulheres não aparecerem, não é presumível que a imagem refere-se à alguma atividade específica ou evento. Todavia, na época acreditava-se que se homens praticassem sexo com as chamadas "diabinhas", mais tarde iriam sofrer de doenças e impotência. Por volta de 1500, Dürer produziu Witch Riding Backwards on a Goat (Bruxa Andando de Costas em uma Cabra), que, de acordo com a historiadora da arte Margaret Sullivan, como a obra em questão, reflete "a fascinação pelo mundo antigo ao invés de manuais de bruxaria ou com o fato dela ser considerada uma ofensa punível." Neste contexto, algumas vezes a gravura é examinada a fundo. A gravura lembra em vários aspectos a obra de Hans Baldung Grien, Bewitched Groom (Noivo enfeitiçado), completada um ano antes de sua morte em 1545. Contudo, é importante anotar que tanto as obra de Dürer e Baldung; enquanto contemporâneas com "Malleus maleficarum", surgiram antes da crise moral que levou a caça ás bruxas no final dos séculos 16 e 17. De acordo com Sullivan, "A obra de Direr e Baldung pertencem à uma era anterior, elas atestam uma sensibilidade diferente e foram produzidas por artistas que não poderiam deduzir os tempos terríveis que viriam."

### Mitologia clássica
A teoria mais aceita é a de que a obra é uma alegoria contra a discórdia, e é inevitável negar a referência ao inferno e a morte. Em sua composição, a posição das mulheres se assemelham à um grupo de três graças de mármore, do Quattrocento, e provavelmente Dürer as viu em cópias. Uma interpretação comum é a de que as figuras representam Hécate, que de acordo com "a sua representação de três corpos e rostos (Trívia), provavelmente sugere que ela poderia olhar para todas as direções, como as portas e portais". A interpretação alternativa é a de que a segunda mulher à direita, usando um ramo de murta na cabeça, pode representar a Discórdia, a deusa romana da discórdia e dos conflitos, que atirou uma maçã contra Juno, Minerva e Vênus, iniciando a Guerra de Tróia. Ou que aquela mulher estaria sendo iniciada pela três bruxas.
O globo suspenso acima das mulheres está dividido em doze segmentos, e contém duas inscrições; ao no de 1497, e, um pouco abaixo e delineada, as letras "OGH" — possivelmente significando "Odium generis humani" (Odium (desgosto ou cilada) contra a raça humana), ou "Oh Gutt hüte" (Deus me livre) como sugerido em 1675 pelo historiador da arte e pintor alemão Joachim von Sandrart, ou "Ordo Graciarum Horarumque" (Ordem das Graças e Horas)

## Influência
A imagem tem sido copiada e adaptada inúmeras vezes. Nicolleto da Modena (1490-1569) produziu uma versão baseada no Julgamento de Páris, mudando a inscrição no globo para "Detur Pulchrior" (Para o mais justo), e omitiu o demônio e os ossos.
O artista austríaco Adolf Frohner (nascido em 1934) produziu uma versão onde as mulheres aparecem usando sutiãs e cintas-liga.